# Rio Negro (Mato Grosso do Sul)
Rio Negro – miasto i gmina w Brazylii, w stanie Mato Grosso do Sul.